# چهارطاقی سیم بند
چهار طاقی سیم بند مربوط به احتمالاً دوره ساسانیان -صدر اسلام است و در شهرستان اندیکا، روستای سیم بند واقع شده و این اثر در تاریخ ۹ فروردین ۱۳۷۸ با شمارهٔ ثبت ۲۲۹۲ به‌عنوان یکی از آثار ملی ایران به ثبت رسیده است.